# Thượng viện Ba Lan
Thượng viện Ba Lan là thượng viện của Nghị viện Ba Lan. Lịch sử của Thượng viện Ba Lan đã trải qua thời gian hơn 500 năm, là một trong những cơ quan hợp thành trong mô hình lưỡng viện sớm nhất ở châu Âu và tồn tại không gián đoạn cho đến sự kiện Phân chia Ba Lan vào năm 1795. Thượng viện gồm 100 nghị sĩ được bầu bằng lá phiếu phổ thông và đứng đầu là Chủ tịch Thượng viện.
Sau một thời gian ngắn tồn tại dưới thời Đệ nhị Cộng hòa Ba Lan, Thượng viện bị chính quyền Cộng hòa Nhân dân Ba Lan bãi bỏ. Thượng viện được tái lập vào năm 1989, khi chế độ cộng sản sụp đổ ở Ba Lan và nền dân chủ được khôi phục. Khu phức hợp Hạ viện và Thượng viện là trụ sở của Thượng viện tại Warszawa, gần Quảng trường ba thánh giá và Lâu đài Ujazdów.

## Quy định

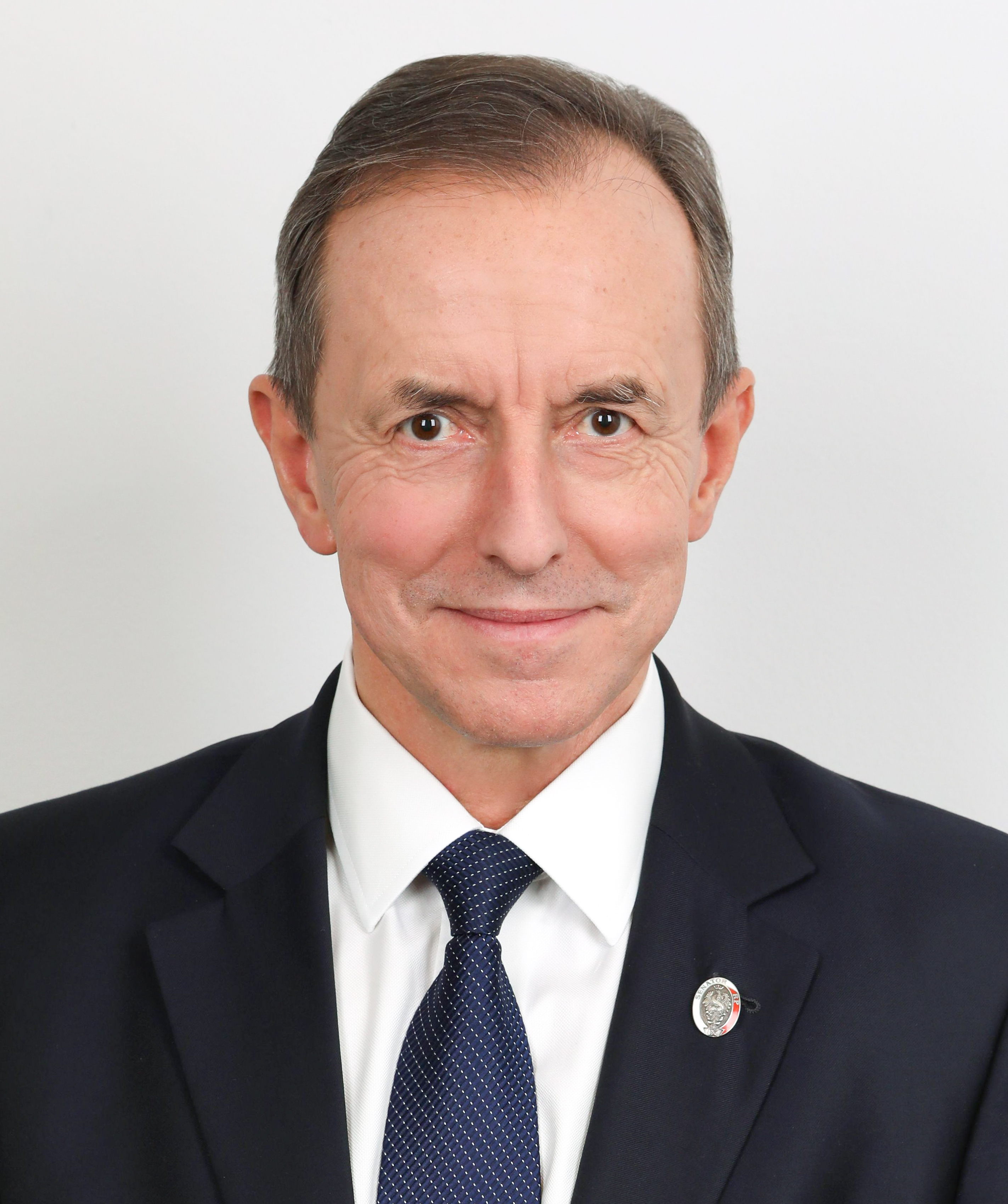
Tomasz Grodzki, đương nhiệm Chủ tịch Thượng viện Ba Lan.

Theo Điều 10, Đoạn 2 và Điều 95 của Hiến pháp Ba Lan ngày 2 tháng 4 năm 1997, Thượng viện và Hạ viện thực thi quyền lập pháp. Thượng viện bao gồm 100 thượng nghị sĩ được bầu với nhiệm kỳ 4 năm trong cuộc tổng tuyển cử trực tiếp bằng cách bỏ phiếu kín. Cùng với Hạ viện, Tổng thống Cộng hòa Ba Lan, Hội đồng Bộ trưởng và mọi công dân của Ba Lan, Thượng viện có quyền đưa ra các đề xuất, ý tưởng về lập pháp.
Nếu Thượng viện và Hạ viện cần triệu tập một cuộc họp, chẳng hạn một phiên họp chung của Quốc hội, thì phiên họp này sẽ do Chủ tịch Thượng viện hoặc Chủ tịch Hạ viện chủ trì. Thượng viện có 30 ngày để xem xét bất kỳ dự thảo luật nào được Hạ viện thông qua, có 14 ngày nếu đó là một dự luật được coi là khẩn cấp. Bất kỳ dự luật nào do Hạ viện đệ trình lên Thượng viện đều có thể được thông qua mà không cần sửa đổi bổ sung hoặc bị bác bỏ (nhưng nếu có bất kỳ sự sửa đổi hay bác bỏ nào, có thể cần bỏ phiếu lấy đa số tuyệt đối tại Hạ viện). Như vậy, bất kỳ dự luật nào của Thượng viện mà có sự sửa đổi hay bác bỏ, đều chỉ được thông qua với điều kiện Hạ viện bỏ phiếu và phê duyệt.
Đối với các dự thảo luật liên quan đến ngân sách nhà nước, Thượng viện có 20 ngày để xem xét. Đối với việc sửa đổi hiến pháp, Thượng viện có 60 ngày để phân tích. Nếu hiến pháp được sửa đổi, các từ ngữ giống nhau của sửa đổi phải được cả Thượng viện và Hạ viện phê chuẩn.
Tổng thống không được tổ chức một cuộc trưng cầu dân ý trên toàn quốc về các vấn đề quan trọng của quốc gia trừ khi tổng thống được Thượng viện cho phép. Thượng viện cũng được trao quyền để kiểm tra bất kỳ báo cáo nào do Ủy viên Bảo vệ Quyền Công dân và Hội đồng Phát sóng Quốc gia đệ trình. 
Ngoài sự tham gia đáng kể của mình vào quá trình lập pháp, ý kiến của Thượng viện cũng mang tính quyết định trong trường hợp bổ nhiệm hoặc bãi nhiệm Chủ tịch Cơ quan Kiểm toán Tối cao, Chủ tịch Viện Kỷ niệm Quốc gia - Ủy ban Truy tố Tội phạm chống lại nhà nước Ba Lan, các ủy viên Ủy ban Bảo vệ Quyền Công dân, Trẻ em và Dữ liệu Cá nhân.
Tuy nhiên, không giống như Hạ viện, Thượng viện không có vai trò giám sát đối với nhánh hành pháp. Thượng viện hiện chỉ định một thành viên của Hội đồng Phát sóng Quốc gia, hai thành viên của Hội đồng Viện Kỷ niệm Quốc gia, hai trong số các thượng nghị sĩ của mình vào Ban Tư pháp Quốc gia và ba thành viên của Hội đồng Chính sách Tiền tệ của Ngân hàng Quốc gia. Chủ tịch Thượng viện và 30 thượng nghị sĩ bất kỳ cũng có thể yêu cầu Tòa án Hiến pháp kiểm tra bất kỳ đạo luật nào trong nước hoặc thỏa thuận quốc tế, nhằm kiểm tra các thỏa thuận quốc tế đã được phê chuẩn và các đạo luật được thông qua có hợp hiến hay không.
Kể từ khi Hiệp ước Lisbon được thông qua, Thượng viện cũng có quyền báo cáo về các vấn đề lập pháp của châu Âu tại Ba Lan cho các cơ quan trung ương của Liên minh Châu Âu.

## Trụ sở
Bài chi tiết: Khu phức hợp Hạ viện và Thượng viện Ba Lan
Tòa nhà Thượng viện ban đầu là một tòa nhà hành chính của Hạ viện Ba Lan, được xây dựng vào đầu những năm 1950 và cuối cùng trở thành thư viện của Hạ viện. Tuy nhiên, vào năm 1989, với việc thành lập lại Thượng viện, nhu cầu về một nơi làm việc lâu dài cho thể chế mới đã trở nên cấp thiết. 
Vào thời điểm đó, chỉ có phòng họp của Hạ viện là đủ lớn để tổ chức các cuộc tranh luận của Thượng viện, vì vậy theo một thỏa thuận, Thượng viện sử dụng tạm thời phòng của Hạ viện trong khi lên kế hoạch xây dựng một tòa nhà mới cho Thượng viện. 
Hiện nay, cả Thượng viện và Hạ viện đều đặt văn phòng tại Khu phức hợp Hạ viện và Thượng viện Ba Lan.